# 東洋英和女学院大学の人物一覧
東洋英和女学院大学の人物一覧（とうようえいわじょがくいんだいがくのじんぶついちらん）は、東洋英和女学院大学に関係する人物の一覧記事。

## 著名な教職員
- 岡本浩一 - 人間科学部人間科学科教授
- 奥山倫明 - 人間科学部人間科学科教授
- 小久保康之 - 国際社会学部国際コミュニケーション学科教授

### 元教員
- 鳥飼玖美子 - 立教大学名誉教授、日本通訳翻訳学会名誉会員。小・中・高等部の出身で、開学時に専任講師として招聘される。助教授・教授を経て、立教大学へ移る。
- 増田弘（歴史学者、国際社会学部教授（1990-））
- 眞理ヨシコ（童謡歌手、人間科学部名誉教授）

## 主な出身者

### 芸能
- 大島花子（女優）
- 植松真美（女優）
- 小橋めぐみ（女優）
- 有沢未希（女優）
- 太田在（女優・モデル）
- 久保寺瑞紀（モデル・タレント)
- 佐々木もよこ（タレント・日本テレビ『ZIP!』初代お天気キャスター）
- 寉岡萌希（女優）映画『ヘヴンズ ストーリー』主演（第61回ベルリン国際映画祭　国際批評家連盟賞受賞）
- 中村アン（モデル）
- 柏幸奈（女優、モデル、元ももいろクローバー、乃木坂46）[1]
- 千田絵民（女優・モデル）
- 八田牧子（タレント、Jリーガー・徳永悠平夫人）
- 本多麻衣（タレント、モデル）
- 中田有紀（モデル）
- 安藤瞳（女優、声優）
- 田中ひかり（女優、タレント）
- 西口沙織（チアリーダー）
- 南香織（モデル、レースクイーン）
- 磯部ゆき（モデル、リポーター）
- 松本麻実（モデル、元レースクイーン）
- 菅野広恵（モデル、タレント）
- 冨田リカ（モデル、教育カウンセラー）
- 千田絵民（モデル）
- 吉鶴舞（女優、アーティスト、ボイストレーナー、作詞家）

### 文化
- 大森祥子（作詞家、ネイリスト）
- 田宮緑子（紅茶研究家）
- 頼本奈菜（女流棋士）

### 放送
- 本橋亜希子（元沖縄テレビアナウンサー）
- 小倉弘子（TBSアナウンサー）
- 安藤幸代（元共同テレビアナウンサー）
- 武内絵美（テレビ朝日アナウンサー）
- 小田正実（元秋田朝日放送アナウンサー）
- 川尻友紀子（元東北放送アナウンサー）
- 浅葉彩（元テレビ信州アナウンサー）
- 長澤彩子（元テレビ神奈川アナウンサー）
- 笹崎里菜（日本テレビアナウンサー）
- レイチェル・チャン（元長野放送アナウンサー、フリーアナウンサー・ラジオパーソナリティ）
- 宮嶋那帆（元南海放送アナウンサー）
- 舟本真理（元北日本放送アナウンサー）
- 本行慶子（琉球放送アナウンサー、元テレビ信州アナウンサー）
- 田島典子（元東海テレビ放送アナウンサー）

### スポーツ
- 井上悦子（元女子プロテニス選手）
- 村主千香（元フィギュアスケート選手）
- 小島和恵（元陸上競技選手）
- 賀川照子（元女子プロレスラー）

### 大学院修了者
- 荒川憲一（戦史学者・防衛大学校教授）※大学院に限り男性の入学を許可している
- 長沼豊（教育学者）※同上
- 加藤ジェームズ（安全保障・プロパガンダ研究者）※同上
- ヤリタミサコ（詩人）
- 井出千草（元秋田テレビアナウンサー）
- 網谷由香利（心理療法家、臨床心理士）
- 酒井美紀（女優）